# Esko Marttinen
Esko Oiva Marttinen (ur. 15 stycznia 1938 w Kajaani) – fiński biathlonista, brązowy medalista mistrzostw świata.
Podczas mistrzostw świata w Zakopanem w 1969 roku wspólnie z Kalevim Vähäkylą, Maurim Röppänenem i Mauno Luukkonenem zdobył brązowy medal w sztafecie. Na rozgrywanych cztery lata wcześniej mistrzostwach świata w Elverum był dziewiąty w biegu indywidualnym i piąty w sztafecie. Brał także udział w igrzyskach olimpijskich w Innsbrucku w 1964 roku, plasując się na 23. pozycji w biegu indywidualnym.

## Osiągnięcia

### Igrzyska olimpijskie
| Rok  | Miejscowość | Konkurencje | Konkurencje | Konkurencje | Konkurencje | Konkurencje | Konkurencje | Konkurencje |
| Rok  | Miejscowość | IN          | SP          | PU          | MS          | RL          | MR          | SR          |
| ---- | ----------- | ----------- | ----------- | ----------- | ----------- | ----------- | ----------- | ----------- |
| 1964 | Innsbruck   | 23.         | nd.         | nd.         | nd.         | nd.         | nd.         | –           |

### Mistrzostwa świata
| Rok  | Miejscowość | Konkurencje | Konkurencje | Konkurencje | Konkurencje | Konkurencje | Konkurencje | Konkurencje |
| Rok  | Miejscowość | IN          | SP          | PU          | MS          | RL          | MR          | SR          |
| ---- | ----------- | ----------- | ----------- | ----------- | ----------- | ----------- | ----------- | ----------- |
| 1965 | Elverum     | 9.          | nd.         | nd.         | nd.         | 5.          | nd.         | –           |
| 1969 | Zakopane    | 35.         | nd.         | nd.         | nd.         | 3.          | nd.         | –           |